# Гейманівська
Гейманівська — станиця в Тбіліському районі Краснодарського краю. Центр Гейманівського сільського поселення.
Станица розташована на березі степової річки Зеленчук Вторий (ліва притока Кубані) за 14 км на південь від станиці Тбіліська.
Названа на честь учасника Кавказької війни генерала-лейтенанта В. А. Геймана (1823–1878).

## Адміністративний поділ
До складу Гейманівського сільського поселення крім станиці Гейманівська входять також:
- хутір Далекий
- хутір Дубовиков
- хутір Совєтський